# Флора и фауна на Афганистан
Флората и фауната на Афганистан са разнообразни и представени основно от степни и планински видове. Само в планинските райони до границата с Пакистан има неголеми площи с гори от западнохималайски тип: на височина от 2000 до 2400 m – вечнозелен дъб, от 3300 – 3400 m – бор, бяла ела, хималайски кедър.
В страната са известни над 2000 вида растения и гъби. Най-разпространени са седефче, обикновен пелин и асафетида. Пловодите и ядковите растения се честосрещани.
Преобладават горските и пустинните животни. От копитните се срещат муфлони, диви кози и диви овце, свине, джейрани, от хищните – вълк, хиена, лисица, леопард, мечка и диви котки. Известни са над 300 вида птици, сред които лешояди. От влечугите са известни няколко вида сухоземни костенурки и змии.